# هویک حاتم‌زاده
هویک حاتم‌زاده یک بازیکن فوتبال ارمنی‌تبار اهل ایران است که سابقه بازی در آرارات تهران را دارد.